# Yacht Club Punta del Este
El Yacht Club Punta del Este es un club náutico ubicado en Punta del Este, Uruguay.

## Historia
Fundado el 14 de febrero de 1924, su primer presidente fue José Eustaquio Guerra.
En 1946 se construyó su actual sede social ubicada en la Calle 10 esquina Calle 13 y amplió sus instalaciones en 1980 y 1985.
El Edificio Yateste es su anexo en la esquina de las Calles 13 y Calle 12. Su comodoro es Juan Etcheverrito Zerboni.

## Regatas
Ha organizado los campeonatos del mundo de Snipe en 1975 y 2001, Vaurien en 2004, Snipe femenino en 2006 y Soling en 2014.
En la actualidad organiza el “Circuito Atlántico Sur Rolex Cup” conjuntamente con el Yacht Club Olivos, el Yacht Club Argentino y el Yacht Club Uruguayo.

## Deportistas
Alejandro Foglia, abanderado de Uruguay en los Juegos Olímpicos de Pekín 2008, sus hermanas Andrea Foglia y  Mariana Foglia, bicampeonas del mundo en Snipe femenino, navegan bajo la grímpola del YCPE.